# Pappersmaskin

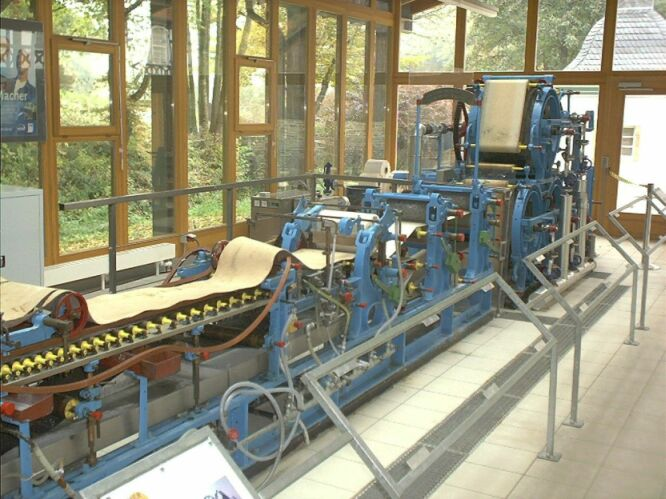
En äldre pappersmaskin, för laboratoriebruk

En pappersmaskin är en typ av maskin som används på pappersbruk för att framställa papper av en suspension bestående av cellulosafibrer (pappersmassa) dispergerade i en vattenlösning. Denna suspension kallas mäld och kan även innehålla diverse kemikalier, färgämnen och fyllmedel.
En modern pappersmaskin är en kolossal anläggning som är upp till runt tolv meter bred och flera hundra meter lång (om det är en mångcylindermaskin). Det finns maskiner som producerar hundratusentals ton papper per år. De allra flesta pappersmaskiner körs kontinuerligt dygnet runt och styrs därför av operatörer som arbetar i skift.

## Pappersmaskinens partier

### Våtparti
Våtpartiet utgör första steget i en pappersmaskin för avvattning av mälden. Över våtpartiet avvattnas mälden från en koncentration på någon procent (med viss variation dels beroende på våtpartiets utformning, dels på papperskvalitet) till cirka 20 procent torrhalt. Detta innebär att över våtpartiet avlägsnas drygt 95 procent av vattnet från suspensionen och resterande mängder avlägsnas i press- och torkpartierna.
Den vanligaste typen av pappersmaskin är Fourdriniermaskinen, där mälden via en inloppslåda trycks ut över en ändlös duk, en så kallad vira eller viraduk. Förr i tiden var virorna tillverkade av brons eller andra metaller; i modern tid har de ersatts av plastviror som är avsevärt mera hållbara.
Viran passerar över en rad valsar (bröstvals, guskvals och återgångsvalsar) samt foilslister och suglådor för att skapa god avvattning och god formering. På viran där merparten av vattnet i mälden dräneras bort formeras fibrerna till varandra i en arkstruktur. Förr var det vanligt med oscillerande bröstvalsar, något som än i dag återfinns på långsamtgående maskiner. Syftet med denna konstruktion var att skapa en virarörelse även i tvärsled, för att förbättra papperets formation och öka avvattningen.
På vissa äldre maskiner förekommer en egouttör, en perforerad vals som vilar mot viran och förbättrar formationen genom att jämna ut fiberfördelningen. Egouttörer används även i vissa fall då man vill skapa en vattenstämpel i arket.
Många pappersmaskiner i dag är flerskiktsmaskiner med flera viror och inloppslådor. Detta är nödvändigt då man vill skapa papper eller kartong med speciella egenskaper, till exempel med en blekt och en oblekt sida eller ark med hög böjstyvhet med styvare fibrer i mittskikt.

### Pressparti
Efter viran förs arket över till presspartiet, där arket avvattnas ytterligare genom att pressas mellan två filtklädda pressvalsar. I presspartiet avvattnas arket från nivån 18–22 procent torrhalt efter våtpartiet upp till nivån 40–55 procent torrhalt före torkpartiet. (Avvattnar man från 20 procent till 50 procent innebär detta att 75 procent av vattnet som finns i arket avlägsnas genom presspartiet. Räknar man från inloppslådan kommer således cirka 99 procent av vattnet i mälden att ha avlägsnats före torkpartiet.)
Energimässigt (och ekonomiskt) är det fördelaktigare att skapa mekanisk avvattning än termisk (genom torkning med ånga), vilket utgjort drivkraft för utveckling av presspartierna.
Pappersmaskinerna har alltid flera pressar, normalt tre, varav en del bara har en filtbeklädd vals för att få en slätare yta på den sida av arket som pressas mot den obeklädda valsen. Pressnypet mellan pressvalsarna är av längden 30–60 mm (beroende på valsdiameter, -material och presstryck) och det maximala presstrycket går upp till cirka 5-15 MPa. Från början av 1990-talet har även s.k. skopressar konstruerats och vunnit popularitet då pressnypet förlängs genom att en rundvals pressar papperet mot en skoformad motvals. Presslängden kan härigenom ökas till storleksordningen 300 mm medan det maximala presstrycket kan uppgå till cirka 5–9 MPa. Skopressar möjliggör att nå torrhalter över 50 procent efter presspartiet.

### Torkparti
Efter presspartiet förs pappersbanan in i torkpartiet, där den torkas genom att ledas över uppvärmda torkcylindrar. De flesta pappersmaskinerna har ett större antal torkcylindrar (så kallade mångcylindermaskiner), medan vissa har en enda stor så kallad yankeecylinder. Yankeecylindrar utnyttjas speciellt vid tillverkning av kräppade papperskvaliteter såsom mjukpapper eller tissue, samt även vid tillverkning av glättade papperskvaliteter. En del pappersmaskiner har en kombination av flera cylindrar och en yankeecylinder (så kallade kombinationsmaskiner).
Torkcylindrarna är vanligen uppvärmda av ånga och bildat kondensat leds ut med hjälp av sifonsystem.

### Bestrykning
Maskiner som tillverkar papper av högre kvalitet har även ett bestrykningssteg där papperet bestryks med en suspension av pigment. Pigment minskar ytråheten och förbättrar tryckbarheten. Vanliga pigment är malt eller utfällt kalciumkarbonat, kaolin och talk. Bestrykningen kan också ske i skilda bestrykningsmaskiner.

### Upprullning och glättning
Papperet rullas upp till en så kallad tambour på ett tambourjärn som roterar mot en popecylinder. När tambouren är lagom stor lyfts den ut ur pappersmaskinen och förflyttas till en rullmaskin där den skärs ned till kundrullar med den bredd och längd som kunden har beställt.
Om pappret skall glättas passerar det en glätt som ett sista steg innan det rullas upp till en tambour. En glätt består vanligen av en uppvärmd stålvals och en gummivals, mellan vilka pappret pressas för att minska ytråheten.
Papper som skall vara extremt glansigt glättas i superkalandrar, som fungerar som en vanlig glätt med den skillnaden att de består av en hel stapel med många valsar.

### Övrigt
För att ge information om papperets kvalitet placeras ofta mätramar i pappersmaskiner, där ett mäthuvud förflyttas tvärs över pappersbanan och ger information om papperets egenskaper såsom ytvikt, tjocklek, fukthalt, densitet, opacitet, porositet och ljushet.